# Uza (Francja)
Uza – miejscowość i gmina we Francji, w regionie Nowa Akwitania, w departamencie Landy.
Według danych na rok 1990 gminę zamieszkiwały 184 osoby, a gęstość zaludnienia wynosiła 14 osób/km² (wśród 2290 gmin Akwitanii Uza plasuje się na 993 miejscu pod względem liczby ludności, natomiast pod względem powierzchni na miejscu 870).